# Bedřih Češki
Bedřih (češko Bedřich, nemško Friedrich) iz dinastije Přemyslidov je bil od leta 1172 do 1173 in ponovno od 1178 do svoje smrti vojvoda Češke, * okoli 1142, † 25. marec 1189.

## Življenje
Bedřih je bil najstarejši sin češkega kralja Vladislava II. in Gertrude Babenberške, hčere avstrijskega mejnega grofa Leopolda III. Njegov oče je vladal kot češki vojvoda od leta 1140 in leta 1158 od cesarja Friderika I. Barbarosse dobil kraljevi naslov in ime Friderik. Njegovo povišanje je bilo izraz hvaležnosti za Vladislavovo zvestobo. Postal je prvi češki kralj po  Vratislavu II. (umrl 1092). Bedřih je od leta 1164 vladal kot moravski knez v Olomucu.
Odnosi kralja Vladislava II. s cesarjem so se poslabšali, ko je leta 1172 abdiciral v Bedřihovo korist po načelu agnatskega seniorstva, vendar brez posvetovanja z Barbarosso. Praški prestol so zase zahtevali Vladislavovi bratranci, sinovi pokojnega vojvode Soběslava I. Bedřih ni mogel obdržati svojega vojvodskega položaja, ker ga niso odobrili ne češki zbor ne cesar. Septembra 1173 je cesar na cesarskem zboru v Hermsdorfu (Erbendorf) razglasil očeta in sina za odstavljena. V dogovoru s češkim plemstvom je prestol ponudil Vladislavovemu bratrancu Oldřichu. Oldřich je ponujeno čast odklonil in se odpovedal oblasti nad Češko v korist svojega starejšega brata Soběslava II., ki je bil naklonjen kmetom.
Ko je ostareli Vladislav II. zapustil Češko in se umaknil na turingijska posestva svoje druge žene Judite, je moral Bedřih služiti na cesarskem dvoru. Soběslav II.  se je izkazal za nasprotnika tako čeških plemičev kot cesarja in ni bil pripravljen podpreti Barbarosse na  njegovi italijanski kampanji proti Langobardski ligi. Cesarske sile so v bitki pri Legnanu leta 1176 doživele težak poraz. Razen tega je vojvoda Soběslav napadel babenberške dežele na jugu Avstrije. V napadu je bil ubit Barbarossov stric, vojvoda Henrik Jasomirgott. Soběslav ni upošteval niti poziva, naj se pojavi na cesarskem dvoru. Bedřihu je uspelo skleniti zavezništvo z moravskim knezom Konradom III. Otonom Znojmskim in babenberškim vojvodom Leopoldom V. Avstrijskim. Ob podpori cesarja Barbarosse so vkorakali v Prago, kjer je bil Bedřihu leta 1178 izvoljen za vojvodo. Soběslavove sile so ga napadle in porazile v bitki pri Loděnicah, potem pa je v bitki pred praškim obzidjem 27. januarja 1179 odločilno zmagal. Soběslav je bil odstranjen in je naslednje leto umrl v izgnanstvu.
Cesar je zdaj priznal Bedřiha za češkega vojvodo. Vojvoda je potrdil začrtano češko-avstrijsko mejo in ohranil tudi mir s svojimi sosedi Poljaki, Meissenom in Ogrsko.  Leta 1184 je z ogromnim spremstvom odšel v Mainz, da bi se pridružil binkoštnemu zboru, in udeležil viteškega priznanja cesarjevima sinovoma Henriku VI. in Frideriku Švabskemu. Njegovo vladavino so zasenčili notranji spopadi v dinastiji Přemyslidov. Ko je poskušal uveljaviti oblast svojega mlajšega polbrata Otokarja nad Moravsko, se je njegov nekdanji zaveznik vojvoda Konrad Znojmski obrnil proti njemu in ga začasno pregnal iz Prage. Barbarossa je leta 1182 ponovno vzpostavil njegovo oblast, vendar se je moral sprijazniti s povišanjem Moravske v cesarsko mejno grofijo pod Konradovo oblastjo. Razen tega je cesar povišal  praškega škofa, Bedřihovega bratranca Henrika Břetislava, na vojvodski položaj,  s čimer je  češke dežele razdelil na tri sebi podrejene dele.
Po letih prepirov je vojvoda Bedřih, oslabljen zaradi notranjih bojev, postal cesarjeva marioneta. Ko so sile Bedřihovega polbrata Otokarja v krvavi bitki pri Loděnicah porazile moravskega mejnega grofa Konrada, so se češki in moravski Přemyslovci leta 1186 končno srečali pri Knínu, da bi rešil spor.  Konrad priznal Bedřihovo vrhovno oblast, Bedřih pa je potrdil Konradove pravice do nasledstva češkega prestola. 
Bedřih je umrl leta 1189 med pripravami na tretjo križarsko vojno. V skladu s Kninskim sporazumom ga je nasledil Konrad II. Oton, ki je pod svojo oblastjo ponovno združil Češko in Moravsko.

## Družina
Bedřih je bil poročen z Elizabeto Ogrsko, hčerko ogrskega kralja Géze II. in Eufrozine Kijevske. Z njo je imel šest otrok:
- Heleno (rojena 1158),[5] leta 1164 zaročeno z Manuelom I. Komnenom,
- Sofijo (umrla 25. maja 1185), poročeno z mejnim grofom Albertom Meissenskim,
- Ljudmilo (umrla 14. avugusta 1240), poročeno z grofom Albertom III. Bogenskim in za njim leta 1204 z Ludvikom I. Bavarskim,
- Vratislava (umrl 1180),
- Olgo in
- Margareto (umrla 28. avgusta 1167).